# Ángel Serafín Seriche Dougan
Ángel Serafín Seriche Dougan (1946) es un político ecuatoguineano, primer ministro de Guinea Ecuatorial desde el 11 de abril de 1996 hasta el 4 de marzo de 2001, siendo sucedido por Cándido Muatetema Rivas.

## Biografía
A partir de 2000, el Gobierno de Seriche Dougan fue objeto de serias críticas por parte de la mayoría parlamentaria debido a denuncias de corrupción. Esto llevó a lo que se describió como una «crisis institucional», y Seriche Dougan renunció el 23 de febrero de 2001, siendo sucedido por Muatetema Rivas a partir del 4 de marzo.
Actualmente se desempeña como miembro del Senado de Guinea Ecuatorial, siendo además desde 2018 vicepresidente de esta cámara.